# NGC 5476
NGC 5476 is een spiraalvormig sterrenstelsel in het sterrenbeeld Maagd. Het hemelobject werd op 5 maart 1785 ontdekt door de Duits-Britse astronoom William Herschel.

## Synoniemen
- MCG -1-36-9
- IRAS 14055-0551
- PGC 50429